# Cavernulina
Cavernulina är ett släkte av koralldjur. Cavernulina ingår i familjen Veretillidae.
Kladogram enligt Catalogue of Life:
| Cavernulina | \| \| Cavernulina cylindrica \| \| \| \| \| \| Cavernulina darwini \| \| \| \| \| \| Cavernulina grandiflora \| \| \| \| \| \| Cavernulina orientalis \| \| \| \| |
|             | \| \| Cavernulina cylindrica \| \| \| \| \| \| Cavernulina darwini \| \| \| \| \| \| Cavernulina grandiflora \| \| \| \| \| \| Cavernulina orientalis \| \| \| \| |
|             | Amphibelemnon |
|             | |
|             | Cavernularia |
|             | |
|             | Lituaria |
|             | |
|             | Veretillum |
|             | |
|             | Cavernulina cylindrica |
|             | |
|             | Cavernulina darwini |
|             | |
|             | Cavernulina grandiflora |
|             | |
|             | Cavernulina orientalis |
|             | |

|  | Cavernulina cylindrica  |
|  |                         |
|  | Cavernulina darwini     |
|  |                         |
|  | Cavernulina grandiflora |
|  |                         |
|  | Cavernulina orientalis  |
|  |                         |

## Bildgalleri

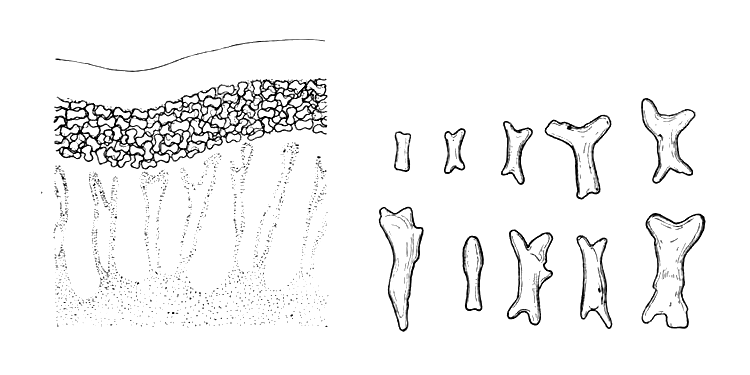